# Кабановская Гора
Кабановская Гора — посёлок в Орехово-Зуевском муниципальном районе Московской области. Входит в состав сельского поселения Верейское. Население — 25 чел. (2010).

## География
Посёлок Кабановская Гора расположен в северной части Орехово-Зуевского района, примерно в 1 км к юго-западу от города Орехово-Зуево около Кабановского озера. Высота над уровнем моря 116 м. Ближайший населённый пункт — посёлок Малиновские Луга.

## История
До муниципальной реформы 2006 года Кабановская Гора входила в состав Верейского сельского округа Орехово-Зуевского района.

## Население
По переписи 2002 года в посёлке проживало 25 человек (12 мужчин, 13 женщин).
| 2002 | 2006 | 2010 |
| ---- | ---- | ---- |
| 25   | ↗29  | ↘25  |